# Francesca Fanti (Schauspielerin)
Francesca Fanti (* in Italien) ist eine Schauspielerin und Synchronsprecherin. Sie steht besonders oft auf der Theaterbühne in Europa und Amerika und lebt in den USA.

## Leben
Zusammen mit bekannten Filmgrößen, wie Jeff Corey, studierte sie bei Actors Studio in New York City die Schauspielerei. Auf der Bühne spielte sie in Franca Rames und Dario Fos Theaterstück Orgasmo Adulto Escapes From the Zoo, wofür sie in Los Angeles den ADA Artistic Director Achievement Award in der Kategorie Beste Schauspielerin in eine Komödie und den Bay Area Critics Award als beste Solo-Künstlerin erhielt. Unter Anderen ist sie auch auf Theaterbühnen in San Francisco und Sizilien zu sehen. In ihrer Karriere arbeitete sie auch mit US-Stars wie Elizabeth Taylor und Herb Ritts in gleichen Produktionen.
Bekannte Filme, in denen sie eine Rolle übernahm, waren Nine von Rob Marshall und Midlife von Greg Travis.

## Filmografie (Auswahl)
- 1997: The 18th Angel – Im Namen des Bösen
- 1999: Nothing
- 2002: Woman on Fire
- 2009: Nine
- 2010: Ein hoher Preis (Negro Buenos Aires)
- 2012: Madagascar 3: Flucht durch Europa (Synchronstimme)
- 2012 bis 2013: H+ (In allen 17 Episoden dieser TV-Serie)
- 2013: Midlife
- 2013: Las Vegas Story

## Auf der Theaterbühne
| Titel des Theaterwerks                       | Bühnenautor        | Ort der Aufführung                |
| -------------------------------------------- | ------------------ | --------------------------------- |
| Lettere D'Amore                              | Francesca Fanti    | Petruzzi Auditorium               |
| Dialogue Between A Prostitute and Her Client | Fremont Center     | Theatre-Mark Kemble               |
| Lettere D'Amore                              | Peter Arpesella    | Teatro Marrucino                  |
| Love Letters                                 | Francesca Fanti    | IIC                               |
| CC'era Na Volta                              | Vincent Schiavelli | Polizzi Auditorium                |
| More Fo                                      | Sal Romeo          | The Marsh (San Francisco)         |
| A Woman Alone                                | Sal Romeo          | The Creative Center               |
| Orgasmo Adulto-Escapes from the Zoo          | Steve Pink         | The Theatre Building (Chicago)    |
| Orgasmo Adulto-Escapes from the Zoo          | Michael Michetti   | The Marsh Theatre (San Francisco) |
| Deconstructing Mother's Day                  | Ensemble Pros      | The Marsh Theatre                 |
| Orgasmo Adulto-Escapes from the Zoo          | Michael Michetti   | Fremont Center Theatre            |
| Dario Fo's Comedies                          | John Vomero        | IIC                               |
| Dialogue For a Single Voice                  | Frederique Michel  | City Garage Theatre               |
| Elegies                                      | James Carey        | The Attic Theatre                 |